# Odontorhabdus flavicornis
Odontorhabdus flavicornis är en skalbaggsart som beskrevs av Aurivillius 1928. Odontorhabdus flavicornis ingår i släktet Odontorhabdus och familjen långhorningar.
Artens utbredningsområde är Samoa. Inga underarter finns listade i Catalogue of Life.